# Stuhlfelden
Stuhlfelden är en ort och kommun i Österrike. Den ligger i distriktet Zell am See i förbundslandet Salzburg, 300 km väster om huvudstaden Wien. 
Kommunen består av fem orter (Ortschaften) (inom parentes invånarantal 1 januari 2024):
- Bam (43)
- Dürnberg (74)
- Pirtendorf (220)
- Stuhlfelden (1 115)
- Wilhelmsdorf (98)